# Coppa dei Balcani 1983-1984
La Coppa dei Balcani per club 1983-1984 è stata la ventesima edizione della Coppa dei Balcani, la competizione per squadre di club della penisola balcanica e Turchia.
È stata vinta dai bulgari del Beroe, al loro quarto titolo.

## Squadre partecipanti
Le compagini da Albania, Grecia e Jugoslavia non partecipano.
| Squadra       | Stagione 1982-83                                      |
| ------------- | ----------------------------------------------------- |
| —             | Albania                                               |
| Beroe         | in seconda divisione bulgara. Detentore Coppa Balcani |
| —             | Grecia                                                |
| —             | Jugoslavia                                            |
| Argeș Pitești | 4º in Romania                                         |
| Galatasaray   | 3º in Turchia                                         |

## Torneo

### Girone A
| Squadra       | Pti | G | V | N | P | GF | GS | QR    |
| ------------- | --- | - | - | - | - | -- | -- | ----- |
| Beroe         | 6   | 4 | 3 | 0 | 1 | 9  | 7  | 1.286 |
| Argeș Pitești | 4   | 4 | 2 | 0 | 2 | 7  | 6  | 1.167 |
| Galatasaray   | 2   | 4 | 1 | 0 | 3 | 4  | 7  | 0.571 |

|             | Ber | Arg | Gal |
| ----------- | --- | --- | --- |
| Beroe       |     | 2-1 | 4-2 |
| Argeș       | 4-2 |     | 2-0 |
| Galatasaray | 0-1 | 2-0 |     |

#### Risultati
| Pitești 19 ottobre 1983 | Argeș Pitești | 4 – 2 | Beroe | Stadionul 1 Mai |

| Istanbul 25 ottobre 1983                          | Galatasaray | 2 – 0 | Argeș Pitești | Stadio Ali Sami Yen |
| \| \| \| \| \| Turhan 71’, 90’ \| Marcatori \| \| |             |       |               |                     |
|                                                   |             |       |               |                     |
| Turhan 71’, 90’                                   | Marcatori   |       |               |                     |

| Stara Zagora 12 novembre 1983 | Beroe | 2 – 1 | Argeș Pitești | Stadio Beroe |

| Istanbul 28 dicembre 1983                          | Galatasaray | 0 – 1            | Beroe | Stadio Ali Sami Yen |
| \| \| \| \| \| \| Marcatori \| 36’ (rig.) Tanev \| |             |                  |       |                     |
|                                                    |             |                  |       |                     |
|                                                    | Marcatori   | 36’ (rig.) Tanev |       |                     |

| Pitești 6 giugno 1984                                | Argeș Pitești | 2 – 0 | Galatasaray | Stadionul 1 Mai |
| \| \| \| \| \| Nica 61’ Ignat 68’ \| Marcatori \| \| |               |       |             |                 |
|                                                      |               |       |             |                 |
| Nica 61’ Ignat 68’                                   | Marcatori     |       |             |                 |

| Stara Zagora 10 giugno 1984                                                                           | Beroe     | 4 – 2                       | Galatasaray | Stadio Beroe |
| \| \| \| \| \| Lipenski 2’ Mitev 7’ Diragolov 28’, 71’ \| Marcatori \| 62’ Tanman 81’ (rig.) Terim \| |           |                             |             |              |
| |           |                             |             |              |
| Lipenski 2’ Mitev 7’ Diragolov 28’, 71’                                                               | Marcatori | 62’ Tanman 81’ (rig.) Terim |             |              |

### Girone B
Il girone B viene cancellato per mancanza partecipanti.

### Finale
La finale non viene disputata, il Beroe (vincitore del girone A) viene dichiarato campione.